# Високово (Богородський район)
Високово (рос. Высоково) — присілок в Богородському районі Нижньогородської області Російської Федерації.
Населення становить 358 осіб. Входить до складу муніципального утворення Шапкинська сільрада.

## Історія
Від 2004 року входить до складу муніципального утворення Шапкинська сільрада.

## Населення
| 1999 | 2002 | 2010 |
| ---- | ---- | ---- |
| 297  | ↘289 | ↗358 |